# Split (wydawnictwo muzyczne)
Split – rodzaj wydawnictwa muzycznego zawierającego nagrania dwóch lub, rzadziej, większej liczby wykonawców. W przeciwieństwie do kompilacji zawiera najczęściej nagrania premierowe, zaś o doborze utworów decydują sami wykonawcy. Rozpowszechniony zwłaszcza w muzyce niezależnej, ponieważ pozwala na ograniczenie kosztów wydawniczych.
Wydawnictwo takie ma zwykle charakter promocyjny. Częste jest umieszczanie nagrań bardziej utytułowanych artystów obok debiutantów w celu zwiększenia zainteresowania wydawnictwem i podniesienia jego wartości; przykładem takiego albumu jest poczwórny split Death Metal z 1984, zawierający nagrania grup Hellhammer, Running Wild, Helloween oraz Dark Avenger.